# Toy Story 4.
A Toy Story 4. 2019-ben bemutatott amerikai animációs film az elsőfilmes Josh Cooley rendezésében. A film a Toy Story-filmsorozat negyedik része, a Toy Story 3. (2010) folytatása, a Pixar Animation Studios huszonegyedik filmje. A forgatókönyvet Stephany Folsom írta Andrew Stanton segítségével, aki az első három film társírója is volt. A film alapötletét John Lasseter, Andrew Stanton, Pete Docter és Lee Unkrich dolgozták ki, akik szintén az első három rész írói, rendezői, producerei voltak. A film producere Jonas Rivera. A film forgalmazója a Walt Disney Pictures.
A film folytatja a Toy Story 3. cselekményét. Woody, Buzz, és a többi játék immár egy Bonnie nevű kislány játékai, miután előző gazdájuk, Andy elajándékozta őket. Amikor Bonnie a családjával együtt autós túrára indul, ahová viszi a legújabb, saját kezűleg készített játékfiguráját is, Woody minden eddiginél nagyobb kalandba csöppen, ráadásul lehetősége adódik, hogy rég elveszett szerelmét, Bo Peep-et is megtalálja.
A főszereplők hangjait ezúttal is Tom Hanks és Tim Allen szolgáltatják, a többi szereplő hangjai pedig szintén visszatérnek korábbi szerepükben. Kiemelkedő közülük Annie Potts, aki a második rész óta először szerepel újra a filmszériában. Az újdonsült szereplők eredeti hangjait olyan színészek adják, mint Tony Hale, Keegan-Michael Key, Jordan Peele, Christina Hendricks, Ally Maki és Keanu Reeves.
A Toy Story 4.-et a harmadik rész után kilenc évvel mutatták be, az Egyesült Államokban 2019. június 21-én, míg Magyarországon egy nappal korábban, 2019. június 20-án, a Fórum Hungary forgalmazásában.
A nézőközönség és a szakmai vélemény körében is igen kimagasló sikert ért el, a kritikusok sokra értékelték a jól felépített történetet, a film humorát, az animáció minőségét és a színészek teljesítményét.

## Cselekmény
|  | Alább a cselekmény részletei következnek! |

Andy gyerekkorának idején, amikor Woody, Buzz, Jessie és a többi játék megmentik Távirányt, az esőben felejtett távirányítós autót, azzal egy időben Andy húga, Molly elajándékozza egyik régi asztali lámpáját. A lámpa állandó tartozéka Bo Peep, a porcelánból készült pásztorlány-figura, Woody szerelme. Woody szeretné megmenteni Bót, de a pásztorlány elfogadja, hogy ideje továbblépnie egy új gyerekhez. Felajánlja Woodynak, hogy ő is tartson vele, de a cowboy inkább Andyt választja, tudván, hogy a gazdájának még mindig szüksége van rá. Szomorúan búcsút vesznek egymástól.
Kilenc évvel később, amikor Andy főiskolára megy, elajándékozza a játékait egy Bonnie nevű kislánynak. A játékok boldogok új gazdájuk oldalán, habár, ahogy Bonnie cseperedik, egyre kevesebbet játszik Woodyval. Amikor elérkezik a bemutatkozó nap az általános iskola előkészítő osztályában, Bonnie nagyon fél, ezért Woody úgy dönt, vele tart a hátizsákjában, annak ellenére, hogy játékot nem szabad az iskolába vinni. Bonnie-nak nehezen megy a barátkozás a többi gyerekkel, ezért Woody titokban segít neki, és kézműves kellékeket juttat az asztalára, egy műanyag villával egyetemben. Bonnie ezeknek a segítségével egy saját játékfigurát készít, amit Villinek nevez el. Woody legnagyobb megdöbbenésére a villa később életre kel Bonnie hátizsákjában. Mivel nem képes elfogadni, hogy játékként kezelik, nem pedig evőeszközként, ezért folyamatosan meg akar szökni Bonnie-tól. Woody vállalja, hogy vigyáz rá, miután látta, hogy Bonnie-nak milyen sokat jelent. A kislány és családja autóstúrára indulnak egy lakókocsival, ahová Bonnie viszi az összes játékát. Az út során Woodynak egyre nagyobb gondot jelent Villi pesztrálása.
Kihasználva Woody pillanatnyi figyelmetlenségét, Villi kiugrik a lakókocsi ablakán, miközben az országúton hajtanak. Woody utánaugrik, s megígéri a többieknek, hogy visszahozza, mire a legközelebbi pihenőhelyre érnek. A visszaút során elbeszélget Villivel, és végre megérteti vele, milyen jó dolog játéknak lenni. Az immár fellelkesült Villi alig várja, hogy visszatérjen Bonnie-hoz. Elhaladnak egy régiségkereskedés előtt, ahol Woody észreveszi a kirakatban Bo régi lámpáját, így nem állhatja meg, hogy beosonjon a boltba, és körülnézzen. Itt találkoznak egy Gabby Gabby nevű antik babával, aki félelmetes, hasbeszélő bábukból álló szolgákkal, a Bensonokkal veszi körül magát. Gabby Gabby szemet vet Woody egyedi hangdobozára, amit ki akar cserélni a saját, hibás hangdobozával, hogy így végre örökbe fogadja őt a bolttulajdonos jámbor unokája, Harmony. Woodynak sikerül épségben elmenekülnie, a Bensonok azonban elfogják Villit. A bolttól nem messze áll egy vidámpark, ahol Woody menedéket talál. Itt végre újra találkozik Bóval. A kezdeti örömök után megdöbbenve tapasztalja, hogy Bo most már „elveszett játékként” él, és bajbajutott játékokon segít a szabadidejében. Bár veszélyesnek tartja a régiségboltot és Gabby Gabbyt, végül mégis rászánja magát, hogy segít Woodynak megmenteni Villit, és visszajuttatni mindkettejüket Bonnie-hoz. 
Bonnie és családja a vidámpark melletti pihenőhelyre érnek, ahol a kislány szomorú Villi eltűnése miatt. Buzz vállalkozik rá, hogy megkeresi Woodyt és Villit. A vidámparkban azonban  berakják egy nyereménygép játékai közé. Sikeresen megszökik, ám a szökésével magára haragít két összetartozó plüssállatot, akiknek ezzel elszúrta az esélyét, hogy gazdára leljenek. Dühösen követik őt, s épp a régiségbolt mellett érik utol, ahol Buzz találkozik Woodyval és Bóval. Woody megígéri nekik, hogy ha segítenek Villi megmentésében, akkor otthonra lelnek Bonnie-nál. Továbbá segítségükre lesz még Duke de Bumm, Bo régi ismerőse, egy motoros akciófigura. A mentőakció azonban kudarcba fullad, és a kis csapatnak épphogy sikerül megmenekülnie a bolt vérszomjas macskája, Sárkány elől. A kudarc szembefordítja egymással Bót és Woodyt: Bo azzal vádolja Woodyt, hogy képtelen elfogadni, ha egy gyereknek már nincs szüksége rá, ezért akaszkodik annyira Bonnie-ra, míg Woody szemében Bónak fogalma sincs, mit jelent a hűség, ezért hagyta el egykor a gazdáját, és őt is. A vita külön utakra tereli őket. Woody megkéri Buzzt, hogy menjen vissza a lakókocsihoz, és érje el, hogy Bonnie családja idejöjjön, míg ő behatol a boltba, hogy egymaga mentse meg Villit.
Gabby Gabby alkut ajánl Woodynak: a hangdobozáért cserébe odaadja neki Villit, miközben őszintén elmondja azt is, hogy mennyire szeretne végre egy gyerekhez tartozni. Woody rááll az alkura, így a Bensonok kiszerelik belőle a hangdobozát, és átültetik Gabby Gabby-be, ám utána rendesen megvarrják mindkettejüket egy varrógéppel. Woody, Villivel együtt már  távozni készül, ám mindkettejüket elszomorítja, mikor azt látják, hogy Harmony az új hangdoboz ellenére sem akarja magához venni Gabby Gabbyt. Woodynak megesik a szíve a babán, és felajánlja, hogy tartson velük Bonnie-hoz. Időközben Bo is visszatér a boltba, miután belátta, hogy korábban durva volt Woodyval. Segít Woodynak és csapatának, hogy épségben eljussanak a vidámparki körhintához, ahová Woody találkozót beszélt meg Buzz-zal. Bonnie játékai eközben helyettesítik a lakókocsi útvonaltervezőjét, így elérik, hogy az visszaforduljon a vidámparkhoz.
A körhinta felé tartva Gabby Gabby észrevesz egy kislányt a vidámparkban, aki elvesztette a szüleit. Elhatározza, hogy az ő játéka lesz. Amikor a kislány rátalál a kedves kinézetű babára, mindez bátorságot ad neki ahhoz, hogy egy biztonsági őr segítségét kérje a szülei megtalálásában. A szülők végül rálelnek a kislányukra, ami hatalmas boldogsággal tölti el őket, éppúgy, ahogy Gabby Gabbyt is, hogy végre gazdára lelt. Woody és Bo elégedetten nézik mindezt a távolból.
A lakókocsi, kisebb akadályok után, megérkezik a vidámparki körhintához. Míg a szülők a rendőrökkel tárgyalnak tiltott területre való behajtásért, Woody, Bo, és Villi átmásznak a lakókocsi tetejére, ahol találkoznak a többi játékkal. Bo nagyon örül, hogy viszontláthatja a régi barátait, ám a lakókocsi hamarosan indulni készül, így elérkezik az elválás pillanata. Woody és Bo nagyon szomorúak emiatt, ám Buzz, aki tudja, hogy a barátja Bo mellett a legboldogabb, meggyőzi, hogy Bonnie jól meglesz nélküle is. Woody ez alapján belátja, hogy neki is ideje továbblépnie. Egy utolsó nagy búcsút vesz szeretett barátaitól, a seriffjelvényét emlékül Jessie-nek adja, és meghatódva nézi végig, ahogy a lakókocsi elhajt a vidámparktól. Miközben a többiek azon tanakodnak, hogy Woody mostantól elveszett játékként fog-e élni, Buzz boldogan konstatálja, hogy Woody többé már „nem elveszett”.
Woody és Bo megkezdik új, közös életüket, amelyben gazdára vágyó vidámparki játékoknak segítenek, köztük a két komikus plüssállatnak, Kacsának és Nyuszinak. Bonnie játékai, Woody példáján, továbbra is azon vannak, hogy a gazdájukat segítsék a mindennapi boldogulásban, Villi pedig végre elfogadja a szerepét, mint Bonnie kedvenc játéka. Rövidesen nagy öröm éri, mikor Bonnie hazahoz egy másik, saját kezűleg készített játékot: egy műanyag kést, Karent, aki történetesen lány.
|  | Itt a vége a cselekmény részletezésének! |

## Szereplők
| Szereplő              | Eredeti hang                  | Magyar hang         | Leírás |
| --------------------- | ----------------------------- | ------------------- | --- |
| Woody                 | Tom Hanks                     | Stohl András        | A cowboy-rongybaba, aki mindig is tisztában volt első számú feladatával: vigyáznia kell a gazdájára, legyen az akár Andy, akár Bonnie. Nehezen birkózik meg az új helyzettel, melyben jelenlegi gazdája már nem tart rá olyan nagy igényt, mint az előző. Ennek ellenére mindent megtesz, hogy a reá számító gyereket boldoggá tegye, még, ha ez számára kellemetlen feladatokkal is jár. Ám egy autóstúra és egy régi baráttal való viszont találkozás ráébreszti, hogy a világ sokkal nagyobb, mint hitte, és, miközben a legnagyobb félelmével szembesül, arra is ráébred, mit jelent igazából játéknak lenni. |
| Buzz Lightyear        | Tim Allen                     | Dörner György       | A műanyag csillagharcos-figura, Woody legjobb barátja, aki mindig a cowboy oldalán áll, akármilyen kalandba is kerüljenek. Amikor Woody újfajta döntéseket kénytelen hozni az életére nézve, a hűséges csillagharcos szintén komoly választások elé kerül, melyekben a „belső hangjára” támaszkodik – amit ő kezdetben a hangdobozából érkező automatikus mondatokként értelmez. Végül el kell fogadnia, hogy ami a legjobb barátja és a saját maga számára jó, az nem minden esetben ugyanaz. |
| Bo Peep               | Annie Potts                   | Farkasinszky Edit   | Az egykor Molly Davishez tartozó, majd később elajándékozott porcelánfigura, aki sokáig egy régiségboltban porosodott, mígnem úgy döntött, kezébe veszi a saját sorsát, és elindul világot látni. Woodyhoz mindig is erős érzelmi szálak fűzték, így mérhetetlenül boldog a viszont találkozástól, egészen addig, míg rá nem jön, hogy a külön töltött évek alaposan megváltoztatták kettejük világnézetét a játéklétről. Mindez később arra készteti, hogy válasszon a szerelme iránti hűsége, vagy az új életstílusához való elkötelezettség között.                                                            |
| Villi                 | Tony Hale                     | Karácsonyi Zoltán   | Bonnie játékainak legújabb tagja, az egzisztenciális válságban szenvedő műanyag villa, akit némi ragasztó, gyurma és szövetanyag kreatív egybegyúrásával tettek játékká. Maga sem érti, miért kelt életre, amikor eldobható evőeszköznek szánták, így feltett szándéka, hogy visszakerüljön a „szemétbe”, ahová való. Kitartó barátokra és egy nem mindennapi kalandra lesz szüksége, hogy megértse, milyen kivételes helyzetbe is került játékként, ennek alapján pedig felfedezi a saját fontosságát is az életben.                                                                                             |
| Jessie                | Joan Cusack                   | Zsigmond Tamara     | A jódlizó cowgirl-rongybaba. Bonnie játékaként sokkal nagyobb figyelmet kap, mint Andy-nél, amiről tudja, hogy némileg csalódottsággal tölti el a háttérbe szorult Woodyt. Mégis mindenben kész segíteni a cowboyt páratlan ötleteivel és bátor, tettre-kész húzásaival. Woody ennél fogva később méltó utódra talál benne a játékok vezetőjeként. |
| Szemenagy             | Nem szólal meg                | Nem szólal meg      | Jessie szótlan, de rendkívül hűséges paripája. |
| Gabby Gabby           | Christina Hendricks           | Csuha Borbála       | A Második Esély nevű régiségkereskedésben tengődő antik, felhúzásra beszélő baba, akinek gyárilag hibás hangdoboza megfosztotta a lehetőségtől, hogy valaha is egy gyermekhez kerüljön. Woody felbukkanásával végre esélyt lát arra, hogy az álma megvalósuljon, és ennek eléréshez még az erőszak alkalmazásától sem riad vissza. A szép szót azonban sokkal többre becsüli, és őszintesége, barátságos természetével együtt, segíti abban, hogy megértesse és elfogadtassa magát másokkal. |
| Kacsa                 | Keegan-Michael Key            | Minárovits Péter    | Egy összetartozó plüssállat-duó, akik egy vidámparki nyereménygép fődíjai, amit Buzz akaratlanul is eloroz előlük. A feldühödött páros ezért a szökevény csillagharcos nyomára ered, és ezzel olyan kalandba csöppenek, amelyben nemcsak minden képességük bevetésére szükség lesz, de talán még egy hőn áhított gazdát is találnak maguknak. |
| Nyuszi                | Jordan Peele                  | Király Adrián       | Egy összetartozó plüssállat-duó, akik egy vidámparki nyereménygép fődíjai, amit Buzz akaratlanul is eloroz előlük. A feldühödött páros ezért a szökevény csillagharcos nyomára ered, és ezzel olyan kalandba csöppenek, amelyben nemcsak minden képességük bevetésére szükség lesz, de talán még egy hőn áhított gazdát is találnak maguknak. |
| Duke de Bumm          | Keanu Reeves                  | Széles Tamás        | Bo régi barátja, egy kanadai kaszkadőrről mintázott motoros akciófigura, aki, bár minden helyzetben bátor, komoly kihívást jelent neki a saját komplexusaival való megbírkózás; a gazdája egykor elhagyta őt, mert nem volt képes olyan nagyot ugrani, mint, ahogy azt a reklámfilmben mutatták. Képességei nagyban segítenek a Villiért indított mentőakció kivitelezésében. |
| Kac-Kac McGribli      | Ally Maki                     | Gyöngy Zsuzsa       | Egy alig fél centiméteres rendőr-játékfigura, Bo elkötelezett társa, egészen a régiségboltban való találkozásuk óta. Általában Bo vállán ül, ahonnan instrukciókkal és jó tanácsokkal látja el. Időnként a pásztorlány „lelkiismereteként” is szolgál, és fordított pszichológiával igyekszik őt a helyes döntésre sarkalni. |
| Krumplifej uraság     | Don Rickles (archív felvétel) | Forgács Gábor       | Darabjaira szedhető, krumplitestű játékfigura, férj, és három gyerekes apa. Az előző részekkel ellentétben most sokkal kevesebbet szólal meg, főként a hangadója, Don Rickles halála miatt, akit csupán néhány szavas, archív mondatokkal helyettesítettek a filmben. |
| Krumplifej asszonyság | Estelle Harris                | Szabó Éva           | Krumplifej úr törődő felesége, a három kis űrlény fogadott mamája. |
| Rex                   | Wallace Shawn                 | Lippai László       | A zöld színű, műanyag Tyrannosaurus rex figura, akin vészhelyzetekben mindig úrrá lesz a pánikroham. |
| Slinky                | Blake Clark                   | Várkonyi András     | A fémrugós testű tacskó. |
| Guba                  | John Ratzenberger             | Kassai Károly       | A mókás és informatív malacpersely. |
| Tüsi úr               | Timothy Dalton                | Kautzky Armand      | A zöld nadrágos, színészi képességekkel megáldott plüss sündisznó, aki kihívásként él meg minden új szerepet, amit Bonnie a játszásnál ráoszt. |
| Dolly                 | Bonnie Hunt                   | Kiss Erika          | Kedves rongybaba, Bonnie legrégebbi játéka, ennél fogva nagyon komolyan veszi a feladatát, és gyakran ütközik ki a Woodyval való ellentéte, akivel nem győzi megértetni, hogy Bonnie „nem Andy”, ezért másféle bánásmódot igényel. |
| Bogi                  | Jeff Garlin                   | Tokaji Csaba        | Plüss egyszarvú, aki él-hal a váratlan izgalmakért. |
| Trixi                 | Kristen Schaal                | Balsai Móni         | Triceratops játékdinoszaurusz, aki jól kiismeri magát a műszaki dolgokkal, amit a játékok gyakran vesznek igénybe. |
| Kis zöld űrlények     | Jeff Pidgeon                  | Elek Ferenc         | A játékgépből kihalászott, sokszemű ufók, a Krumplifej házaspár fogadott gyermekei. |
| Melephant Brooks      | Mel Brooks                    | Szersén Gyula       | Egy műanyag elefánt, medve és orrszarvú trió. Bonnie régi játékai, akikkel már évek óta nem játszik, ezért elfeledve porosodnak a szekrényben, amitől Woody retteg, hogy ő is erre a sorsra jut. Érdekesség, hogy a neveiket a hangjukat szolgáltató komikus-legendákról kapták: Mel Brooks, Betty White és Carl Reiner. |
| Bitey White           | Betty White                   | Kassai Ilona        | Egy műanyag elefánt, medve és orrszarvú trió. Bonnie régi játékai, akikkel már évek óta nem játszik, ezért elfeledve porosodnak a szekrényben, amitől Woody retteg, hogy ő is erre a sorsra jut. Érdekesség, hogy a neveiket a hangjukat szolgáltató komikus-legendákról kapták: Mel Brooks, Betty White és Carl Reiner. |
| Carl Reineroceros     | Carl Reiner                   | Kajtár Róbert       | Egy műanyag elefánt, medve és orrszarvú trió. Bonnie régi játékai, akikkel már évek óta nem játszik, ezért elfeledve porosodnak a szekrényben, amitől Woody retteg, hogy ő is erre a sorsra jut. Érdekesség, hogy a neveiket a hangjukat szolgáltató komikus-legendákról kapták: Mel Brooks, Betty White és Carl Reiner. |
| Bonnie Anderson       | Madeleine McGraw              | Kobela Kíra         | A félénk kislány, Andy játékainak új gazdája. Nagy nyomás nehezedik rá, amikor az óvodából átkerül az iskolások világába, ahol eleinte nehezen megy neki a beilleszkedés. Az új és ijesztő helyzetben csupán a saját kezűleg készített játékfigurája, Villi nyújt számára megnyugvást, ezzel viszont eddigi legnagyobb kihívásuk elé állítja a többi játékát, egyet pedig, a leghűségesebbet, különösen is. |
| Mrs. Anderson         | Lori Alan                     | Kisfalvi Krisztina  | Bonnie gondoskodó, figyelmes édesanyja, aki igyekszik megnyugtatni a kislányát az első osztály okozta nehézségekben, még, ha ez azzal is jár, hogy egy eltűnt műanyag villát kell Bonnie-nak folyton megkeresnie. |
| Mr. Anderson          | Jay Hernandez                 | Barát Attila        | Bonnie szerető édesapja, aki autóstúrára viszi a családját, ahol nem várt akadályokba is belebotlik. |
| Andy Davis            | John Morris                   | Czető Roland        | A játékok előző gazdája, csupán egy flashback-jelenetben szerepel a film elején, ami bemutatja, miként cseperedett fel. |
| Andy Davis            | Jack McGraw (fiatalon)        | Vida Bálint         | A játékok előző gazdája, csupán egy flashback-jelenetben szerepel a film elején, ami bemutatja, miként cseperedett fel. |
| Mrs. Davis            | Laurie Metcalf                | Csomor Csilla       | Andy édesanyja, szintén csak a film elején látható visszatekintésben szerepel. |
| Margaret              | June Squibb                   | Bókai Mária         | A Második Esély régiségkereskedés idős tulajdonosa. |
| Harmony               | Lila Sage Bromley             | Boldog Emese        | Margaret unokája, aki gyakran tölti a szabadidejét a nagymamája boltjában. Kedves és szépen játszó kislány. Gabby Gabby benne látja az ideális gazdát. |
| Harmony anyukája      | Patricia Arquette             | Varga Gabriella     | Margaret lánya, Harmony édesanyja, aki nem igazán támogatja, hogy a lánya folyton játékokat hozzon el a régiségboltból. |
| Kommandós Carl        | Carl Weathers                 | Barabás Kiss Zoltán | Három egyforma műanyag katona, akiknek Bo korábban segített a megreparálásban, azóta hálásak neki. |
| Elveszett kislány     | Maliah Bargas-Good            | Kótai Rozina        | Egy eltévedt kislány a vidámparkban, aki Gabby Gabby új gazdája lesz, miután a baba bátorságot ad neki a szülei megkereséséhez. |
| Miss Wendy            | Juliana Hansen                | Kelemen Kata        | Tanítónő az iskolában, ahová Bonnie jár. Ő bátorítja Bonnie-t Villi elkészítésére. |
| Mutatványos Axel      | Bill Hader                    | Baráth István       | A vidámparki nyereménygép üzemeltetője, aki megtalálja Buzzt, és a többi nyeremény közé rakja. |
| A Bensonok            | Steve Purcell                 | Hegedüs Miklós      | Ijesztő külsejű, néma hasbeszélő bábuk, akik vakon követik Gabby Gabby minden parancsát – legyen az helyes vagy helytelen. |
| Chairol Burnett       | Carol Burnett                 | Gruber Zita         | Egy mosolygós arcú, műanyag játékszék, Bonnie régi játéka. |
| Karen                 | Melissa Villaseñor            | Czető Zsanett       | Egy műanyag kés, amit Bonnie Vilihez hasonlóan módon játékfigurává alakít. |
| Vén Vekker            | Alan Oppenheimer              | Csuha Lajos         | Egy idős, bajuszos játékvekker, Bonnie régi játéka. |
| De Bumm TV-bemondó    | Flea                          | Sörös Miklós        | A Duke de Bumm játékfigurát promotáló reklámfilm bemondója. |

## Produkció

### Előkészületek
2010-ben a Toy Story 3. premierje után Lee Unkrich rendező azt mondta, nincs tervbe véve negyedik rész. „Nincsenek terveink a Toy Story 4-et illetően” – közölte a direktor. – „Igazán hízelgő, hogy az emberek szeretnék – emlékeztet rá, mennyire kedvelik is a szereplőket. (Azonban) nagyon fontos volt számomra, hogy ne csupán újabb folytatást készítsünk ezzel a filmmel, ne csak egy újabb toldaléka legyen a másik kettőnek. Mindig is úgy tekintettem rá, mint a teljes történet lezárására. Mindazonáltal egyes szereplők, így Woody és Buzz visszatér még rövidfilmekben.” Az első ezek közül a 2011 nyarán mozikba került Verdák 2. előtt volt látható. Később még két  rövidfilm is megjelent, az egyik a 2011-es Muppets film előtt, a másik a 2012-ben újravetített 3D-s Némó nyomában előtt. Mindegyik rövidfilm a harmadik rész cselekményét vitte tovább, néhány perces történetekkel.
2014. november 6-án jelentették be hivatalosan, hogy érkezik a Toy Story negyedik része. A film rendezői székébe az első két részt is jegyző John Lasseter ült, míg a forgatókönyvön Andrew Stanton kezdett dolgozni, aki szintén közreműködött íróként a korábbi részeknél. „Eredetileg nem terveztünk negyedik részt, mivel olyan tökéletesen befejeztük a játékok történetét, hogy nem volt szükség folytatásra” – nyilatkozta John Lasseter. – „De miután Andrew (Stanton), Pete (Docter) és Lee (Unkrich) előjöttek ezzel az ötlettel, olyan remek volt, hogy napokig képtelen voltam kiverni a fejemből. Tudtam, hogy filmet kell csinálnunk belőle. És azt is tudtam, hogy én szeretném rendezni”. Lasseter azt is bejelentette, hogy a filmet egy „spin-off” folytatásnak szánják, vagyis csak részben fog kapcsolódni az eredeti Toy Story-trilógiához. A film sokkal inkább a játékokra fog koncentrálni, és kevesebb szó lesz benne az emberekkel való kapcsolatukról. Lasseter szerint a film alapötlete az volt, hogy visszahozzák Bo Peepet, aki a második és harmadik rész között kikerült a történetből. „A harmadik részben muszáj volt őt kiírnunk, mert a karakterek olyan fizikai megpróbáltatásokon mentek át, hogy Bo, finom porcelánkülseje miatt, valószínűleg már az első kalandnál összetört volna. Azon kívül a harmadik rész Andy és a játékai kapcsolatára koncentrált, és mindig úgy éreztük, hogy Bo igazából Mollyhoz tartozott, még ha Andy játszott is vele. Nem lett volna hiteles és őszinte a köztük lévő viszony. Most azonban itt az esély, hogy elvarrjuk ezt a szálat, és bemutassuk, mi történt vele a Toy Story 2 után”.
2015 márciusban a Pixar vezérigazgatója, Jim Morris bejelentette, hogy az új film egy romantikus vígjáték lesz. Woody és Bo Peep szerelmi kapcsolatát mutatja majd be, amit az előző részekkel ellentétben sokkal mélyebb szinten dolgoznak majd ki. Bár hivatalos infókat még nem jelentettek be a filmről, a forgatókönyv első kész változata akkor már kész volt, és a stúdió 2017 nyarára időzítette a bemutatót.
2017 elején azonban Lasseter visszalépett a rendezői pozíciótól, az új rendezőnek Josh Cooleyt nevezte ki, aki korábban az Agymanók forgatókönyvét is írta. Lasseter távozásának fő oka az őt érintő szexuális botrányok voltak, amelynek vádjai olyan súlyosnak mutatkoztak, hogy 2018-ban végleg elhagyta a Pixart, utódjának a vállalat kreatív igazgatójaként Pete Doctert tették meg. A rendezőváltás miatt a film bemutatóját eltolták, eredetileg csak egy évvel, de miután a munkálatok lassabban haladtak a tervezettnél, végül 2019-re időzítettek a végleges premiert.
Amikor Cooley kezébe vette a készülő produkciót, Rashida Jones és Will McCormack forgatókönyvírókkal „filozófiai nézetkülönbségekbe” ütköztek. 2018 januárjára Stephany Folsom jelentősen átírta az eredeti forgatókönyvet, miközben Andrew Stanton továbbra is közreműködött az írásban kreatív tanácsadóként. Cooley kijelentette, hogy a történet továbbra is Woody és Bo Peep kapcsolatára fog fókuszálni, de emellett olyan kérdéseket is meg fog válaszolni, hogy mit jelent játéknak lenni, és hogy mi egy játék valódi feladata a világon. A rendező fontosnak érezte, hogy amikor Bo és Woody újra találkoznak, Woody szembesüljön azzal a félelmével, milyen érzés elveszett játéknak lenni. Nem csupán egy újbóli, romantikus fellángolást akart kettejük között, hanem azt is, hogy a találkozás újfajta szemléletmódokat ismertessen meg velük. Hiszen ahogy az az embereknél is lenni szokott, a külön töltött évek gyakran megváltoztatnak másokat, ilyenkor már nem ugyanúgy gondolkodnak, viselkednek, mint korábban. Ennek fényében Bo karakterdizájnját is megváltoztatták, sokkal modernebb, stílusosabb külsőt adtak neki, ami az animátorok szerint jól tükrözi az új életstílusát.
2018 szeptemberére a színészekkel felvették az összes szövegüket. Tom Hanks és Tim Allen a közösségi média-oldalukon bejelentették, hogy az utolsó napok nagyon nehezek voltak számukra az érzelmes finálé felvétele miatt. Hanks hozzátette, hogy amikor elmondták az utolsó soraikat Timmel, az egy „történelmi pillanat volt”.

### Szereplőválogatás
Az eredeti szereplőgárda a korábbi filmekből, élükön Tom Hanks-al és Tim Allen-nel, hivatalosan is leszerződött az új filmhez. 2016 májusában bejelentették, hogy Bo Peep korábbi hangadója, Annie Potts szintén visszatér a folytatásban. Don Rickles, Krumplifej úr hangadója szintén visszatért volna a szerepére, de meghalt 2017-ben, még a munkálatok megkezdése előtt, és nem volt alkalma felvenni egyetlen szöveget sem. Bár azt megerősítették, hogy a karaktere ennek ellenére szerepelni fog a filmben, sokáig kérdéses volt, ki fogja szolgáltatni a hangját. Két hónappal a film bemutatója előtt jelentette be a rendező, hogy sikerült megszerezniük a jogokat arra, hogy Rickles archív felvételeiből felhasználjanak párat, amit főként videojátékokból, disneylandi látványosságokból és a korábbi filmekből válogattak össze.
Tony Hale-t választották Villi, a házilag készült, paranoid természetű villa-játék szerepére, aki a rendező elmondása szerint a film harmadlagos főszereplője lesz.  Mindig is fontosnak érezte, hogy olyan játékokat is bemutassanak a filmben, akik tulajdonképpen nem születnek játéknak, így érdekes pszichológiai fejlődésen kell keresztülmenniük, hogy megértsék, mit jelent játéknak lenni. Hale tökéletes választásnak bizonyult a szerepre, főként Az ítélet: család című sorozatban nyújtott alakítása révén. 2018-ban Christina Hendricks csatlakozott a szereplőkhöz, mint Gabby Gabby, a film rémisztő, de imádnivaló főgonosza. További új szereplők hangjaiként csatlakozott a filmhez Keegan-Michael Key és Jordan Peele humorista-páros, és Keanu Reeves, akinek sokáig tisztázatlan volt a szerepe, noha a karakterét korábban már elhintették A Hihetetlen család 2. című filmben. Reeves szerint a Pixar szabad teret engedett neki a karakter megformálásában, így rengeteg dialógusát improvizáció alapján írták bele a történetbe. 2019-ig úgy volt, hogy Michael Keaton és Jodi Benson is visszatérnek a folytatásban Ken és Barbie hangjaként, de a rendező kijelentette, hogy a jeleneteiket törölték a filmből, miután a karaktereik szükségtelenné váltak a történet szempontjából. 2019. március 22-én bejelentették, hogy Madeleine McGraw vette át Bonnie hangját, mivel korábbi hangadója, Emily Hanh kinőtte a szerepet. A testvére Jack McGraw pedig a fiatal, flashback-jelenetben szereplő Andy hangjaként fog megszólalni. 2019 áprilisában az is kiderült, hogy a filmben olyan hírességek is kölcsönzik majd a hangjukat kisebb-nagyobb szereplőknek, mint Mel Brooks, Betty White, Carl Reiner, Carol Burnett, Patricia Arquette, Jay Hernandez, és Carl Weathers.

## Filmzene
Akárcsak az első három résznek, a film zenéjét ezúttal is Randy Newman szerezte. Josh Cooley rendező azt mondta: „Nincs Toy Story-film, Randy Newman dalai nélkül”.  A filmben felhangzik a franchise ikonikus, mára már főcímdalának számító,  „You’ve Got a Friend in Me” (Vár rád egy jó barát) című dala, de emellett Newman két vadonatúj zeneszámot is írt, amelyeket ő maga énekelt fel a filmben. Az első ilyen az „I Can’t Let You Throw Yourself Away”, amely akkor hangzik fel, mikor az autóstúra során Woody próbálja meggátolni, hogy Villi kidobja magát a szemétbe. A másik a „The Ballad of the Lonesome Cowboy”, a film stáblistája alatti jelenetek során hallható. A számnak egy másik változatát Chris Stapleton énekelte fel a lemezre. Az instrumentális zenék közül Newman legemlékezetesebb alkotásai főleg azok a dallamok, amelyek Villi, Gabby Gabby, és Duke de Bumm első jelenetei alatt hallhatók, úgy szólván a „bemutatkozó” zenéjük. A filmzene CD-n megvásárolható változata, magával a mozifilmmel egy időben, azaz 2019. június 21-én jelent meg a boltokban.
| Zeneszámok listája | Zeneszámok listája                                                           | Zeneszámok listája | Zeneszámok listája | Zeneszámok listája | Zeneszámok listája | Zeneszámok listája | Zeneszámok listája | Zeneszámok listája | Zeneszámok listája |
| #                  | Cím                                                                          | Hossz              |                    |                    |                    |                    |                    |                    |                    |
| ------------------ | ---------------------------------------------------------------------------- | ------------------ | ------------------ | ------------------ | ------------------ | ------------------ | ------------------ | ------------------ | ------------------ |
| 1.                 | You've Got a Friend in Me (performed by Newman)                              | 2:39               |                    |                    |                    |                    |                    |                    |                    |
| 2.                 | I Can't Let You Throw Yourself Away (performed by Newman)                    | 2:05               |                    |                    |                    |                    |                    |                    |                    |
| 3.                 | The Ballad of the Lonesome Cowboy (performed by Chris Stapleton)             | 1:51               |                    |                    |                    |                    |                    |                    |                    |
| 4.                 | Operation Pull Toy                                                           | 5:19               |                    |                    |                    |                    |                    |                    |                    |
| 5.                 | Woody's Closet of Neglect                                                    | 3:55               |                    |                    |                    |                    |                    |                    |                    |
| 6.                 | School Daze                                                                  | 4:22               |                    |                    |                    |                    |                    |                    |                    |
| 7.                 | Trash Can Chronicles                                                         | 3:28               |                    |                    |                    |                    |                    |                    |                    |
| 8.                 | The Road to Antiques                                                         | 2:41               |                    |                    |                    |                    |                    |                    |                    |
| 9.                 | A Spork in the Road                                                          | 1:56               |                    |                    |                    |                    |                    |                    |                    |
| 10.                | Rubber Baby Buggy Butlers                                                    | 1:52               |                    |                    |                    |                    |                    |                    |                    |
| 11.                | Buzz's Flight & A Maiden                                                     | 4:07               |                    |                    |                    |                    |                    |                    |                    |
| 12.                | Ducky, Bunny, & Tea                                                          | 2:16               |                    |                    |                    |                    |                    |                    |                    |
| 13.                | Moving at the Speed of Skunk                                                 | 1:34               |                    |                    |                    |                    |                    |                    |                    |
| 14.                | Bo Peep's Panorama for Two                                                   | 2:36               |                    |                    |                    |                    |                    |                    |                    |
| 15.                | Three Sheeps to the Wind                                                     | 2:55               |                    |                    |                    |                    |                    |                    |                    |
| 16.                | Sneaking and Antiquing                                                       | 1:42               |                    |                    |                    |                    |                    |                    |                    |
| 17.                | Recruiting Duke Caboom                                                       | 1:16               |                    |                    |                    |                    |                    |                    |                    |
| 18.                | Prepping the Jump                                                            | 2:20               |                    |                    |                    |                    |                    |                    |                    |
| 19.                | Let's Caboom!                                                                | 4:07               |                    |                    |                    |                    |                    |                    |                    |
| 20.                | Cowboy Sacrifice                                                             | 2:06               |                    |                    |                    |                    |                    |                    |                    |
| 21.                | Operation Harmony                                                            | 4:24               |                    |                    |                    |                    |                    |                    |                    |
| 22.                | Duke's Best Crash Ever                                                       | 2:43               |                    |                    |                    |                    |                    |                    |                    |
| 23.                | Gabby Gabby’s Most Noble Thng                                                | 3:02               |                    |                    |                    |                    |                    |                    |                    |
| 24.                | Parting Gifts & New Horizons                                                 | 5:05               |                    |                    |                    |                    |                    |                    |                    |
| 25.                | The Ballad of the Lonesome Cowboy (Soundtrack version) (performed by Newman) | 1:51               |                    |                    |                    |                    |                    |                    |                    |
| 26.                | Plush Rush!                                                                  | 1:12               |                    |                    |                    |                    |                    |                    |                    |
| 72:37              |                                                                              |                    |                    |                    |                    |                    |                    |                    |                    |

## Fogadtatás

### Kritikai fogadtatás
A Rotten Tomatoes oldalán a film 98%-ot kapott, 382 kritikai vélemény után. A weboldal kritikai konszenzusa összegzően azt írta: „Szívmelengető, vicces, és gyönyörűen animált. A Toy Story 4 ékes példája, hogyan kell kibővíteni (és valószínűleg lezárni) egy minden szempontból tökéletes animációs franchise-t”.  A Metacritic 84 pontra értékelte a filmet 57 kritikai összesítés után, amit „univerzális elismerésnek” tüntettek fel. A Cinemastore oldalán egy kimagasló A+ értéket kapott egy A-tól F-ig terjedő skálán, míg a PostTark 89%-ra értékelte, „mindenképpen ajánlottnak” nevezve a filmet.
Peter DeBurge, a Variety kritikusa azt írta, „A Toy Story franchise az animációs filmek világában megkerülhetetlen, és a negyedik film gyönyörűen lezárja. Legalábbis egyelőre”. David Ehrilch, az IndieWire kritikusa szerint, „Lélegzetelállítóan szép, jól kidolgozott, és nemcsak arra törekszik, hogy a kölykök figyelmét lekösse, a Toy Story 4 emellett remek akciójeleneteket és mély karakterfejlődést mutat”. A Rolling Stone kritikusa, Peter Travers négy és fél csillagot adott a filmnek „vizuálisan lebilincselőnek”, „térdcsapkodóan viccesnek”, és „szívig hatolóan érzelmesnek” hívva. Tony Hale Villiként nyújtott alakítását különösen is méltatta. Joe Morgenster, a The Wall Street Journaltól, azt írta, hogy „a negyedik film nem hibátlan, de nagyon is élvezhető és sokat mondó, miközben gyönyörűen bemutatja az „élet megy tovább”  felfogás örökös témáját”. Peter Rainer, a The Christian Science Monitor újságírója azt írta, hogy bár a negyedik film nem érintette meg annyira, mint az elődei, „a film mindenképp ötletes, vicces, és érzelmes. Más szóval: megáll a saját lábán, és nem kelti a fölöslegesség érzetét”.

### Box office
A premiert követően kereken egy hónappal a film már 349 millió dollárt gyűjtött be az észak-amerikai mozikban. Európai országokban 477 millió dollárt zsebelt be, míg világszerte 776 millió dollárt hozott. A nyitóhétvégén összesen 244 milliót gyűjtött világszerte, ezzel a 46. helyre került „legjobb nyitással büszkélkedhető mozifilmek” listáján.
2019. június 28-ára a jegyeladási adatok már holtversenybe kerültek A Hihetetlen család 2., a Ralph lezúzza a netet, és a Hotel Transylvania 3. – Szörnyen rémes vakáció eredményeivel. Az amerikai mozikban a legnagyobb nézettséggel játszották a Bosszúállók: Végjáték mellett. A premiernapon 47 milliót kaszált, beleértve ebbe a premier előtti éjszaka 12 milliós bevételét, így hasonló bevétellel büszkélkedhetett, mint az egy évvel előtti A Hihetetlen család 2. Bár a közvélemény szerint a magas bevételszámok nem meglepőek egyik új Pixar-film bemutatásánál sem, a Toy Story 4 magas nyitása mégis az bizonyítja, hogy a közönség régóta várta már az újabb folytatást. A franchise összes filmje közül ez termelte a legmagasabb bevételt a premierje napján. A második hétvégén 60 milliós bevétele volt, és az amerikai mozik élére került, mint a legnézettebb film.  A harmadik hétvégén 33 milliót termelt összesen, bár ekkorra elvesztette a listavezető pozíciót, a Pókember: Idegenben című film premierje miatt.

## Díjak, jelölések
| \| Díj \| Kategória \| Eredmény \| \| ----------------------------------------------- \| -------------------------------------------------------------------------------------------------------------------- \| -------- \| \| 92. Oscar-díj \| Legjobb Animációs Film \| Elnyerte \| \| 92. Oscar-díj \| Legjobb Eredeti Dal (I Can't Let You Throw Yourself Away, Randy Newman) \| Jelölve \| \| 77. Golden Globe-díj \| Legjobb Animációs Film \| Jelölve \| \| 62. Grammy-díj \| Legjobb Eredeti Dal (I Can't Let You Throw Yourself Away, Randy Newman) \| Jelölve \| \| 73. BAFTA-díj \| Legjobb Animációs Film \| Jelölve \| \| 45. Szaturnusz-díj \| Legjobb Animációs Film \| Jelölve \| \| 45. Szaturnusz-díj \| Legjobb Fantasy Film \| Elnyerte \| \| Kids' Choice Awards \| Kedvenc Animációs Film \| Jelölve \| \| Kids' Choice Awards \| Legjobb Hang Animációs Filmben (Tom Hanks) \| Jelölve \| \| Critics' Choice Movie Awards \| Kedvenc Film \| Elnyerte \| \| Hollywood Movie Awards \| Legjobb Animációs Film \| Elnyerte \| \| Satellite Award \| Legjobb Film \| Jelölve \| \| Satellite Award \| Legjobb Eredeti Dal (I Can't Let You Throw Yourself Away, Randy Newman) \| Jelölve \| \| Visual Effects Society \| Legjobb Vizuális Effektek (Josh Cooley, Mark Nielsen, Bob Moyer és Gary Bruins) \| Jelölve \| \| Visual Effects Society \| Legjobb Karakteranimáció (Bo Peep, Radford Hurn, Tanja Krampfert, George Nguyen és Becki Rocha Tower) \| Jelölve \| \| Visual Effects Society \| Legjobb Látványanimáció (Hosuk Chang, Andrew Finley, Alison Leaf, és Philip Shoebottom) \| Elnyerte \| \| Visual Effects Society \| Legjobb CGI Hatás (Jean-Claude Kalache, Patrick Lin) \| Jelölve \| \| Washington D.C. Film Critics Association Awards \| Legjobb Animációs Film \| Elnyerte \| \| Detroit Film Critics Society \| Legjobb Animációs Film \| Elnyerte \| \| Chicago Film Critics Association \| Legjobb Animációs Film \| Elnyerte \| \| Chicago Film Critics Association \| Legjobb Animációs Film \| Elnyerte \| \| St. Louis Film Critics Association Awards \| Legjobb Animációs Film \| Elnyerte \| \| Dallas–Fort Worth Film Critics Association \| Legjobb Animációs Film \| Elnyerte \| \| 47. Annie-díj \| Legjobb Animációs Film \| Jelölve \| \| 47. Annie-díj \| Legjobb Animáció (Alexis Angelidis, Amit Ganapati Baadkar, Greg Gladstone, Kylie Wijsmuller és Matthew Kiyoshi Wong) \| Jelölve \| \| 47. Annie-díj \| Legjobb Forgatókönyv (Andrew Stanton és Stephany Folsom) \| Jelölve \| \| 47. Annie-díj \| Legjobb Filmzene (Randy Newman) \| Jelölve \| \| 47. Annie-díj \| Legjobb Hang Animációs Filmben (Tony Hale) \| Jelölve \| \| Black Reel-díj \| Legjobb Hang Animációs Filmben (Keegan-Michael Key és Jordan Peele) \| Jelölve \| | |          |
| Díj | Kategória | Eredmény |
| 92. Oscar-díj | Legjobb Animációs Film                                                                                               | Elnyerte |
| 92. Oscar-díj | Legjobb Eredeti Dal (I Can't Let You Throw Yourself Away, Randy Newman)                                              | Jelölve  |
| 77. Golden Globe-díj | Legjobb Animációs Film                                                                                               | Jelölve  |
| 62. Grammy-díj | Legjobb Eredeti Dal (I Can't Let You Throw Yourself Away, Randy Newman)                                              | Jelölve  |
| 73. BAFTA-díj | Legjobb Animációs Film                                                                                               | Jelölve  |
| 45. Szaturnusz-díj | Legjobb Animációs Film                                                                                               | Jelölve  |
| 45. Szaturnusz-díj | Legjobb Fantasy Film                                                                                                 | Elnyerte |
| Kids' Choice Awards | Kedvenc Animációs Film                                                                                               | Jelölve  |
| Kids' Choice Awards | Legjobb Hang Animációs Filmben (Tom Hanks)                                                                           | Jelölve  |
| Critics' Choice Movie Awards | Kedvenc Film | Elnyerte |
| Hollywood Movie Awards | Legjobb Animációs Film                                                                                               | Elnyerte |
| Satellite Award | Legjobb Film | Jelölve  |
| Satellite Award | Legjobb Eredeti Dal (I Can't Let You Throw Yourself Away, Randy Newman)                                              | Jelölve  |
| Visual Effects Society | Legjobb Vizuális Effektek (Josh Cooley, Mark Nielsen, Bob Moyer és Gary Bruins)                                      | Jelölve  |
| Visual Effects Society | Legjobb Karakteranimáció (Bo Peep, Radford Hurn, Tanja Krampfert, George Nguyen és Becki Rocha Tower)                | Jelölve  |
| Visual Effects Society | Legjobb Látványanimáció (Hosuk Chang, Andrew Finley, Alison Leaf, és Philip Shoebottom)                              | Elnyerte |
| Visual Effects Society | Legjobb CGI Hatás (Jean-Claude Kalache, Patrick Lin)                                                                 | Jelölve  |
| Washington D.C. Film Critics Association Awards | Legjobb Animációs Film                                                                                               | Elnyerte |
| Detroit Film Critics Society | Legjobb Animációs Film                                                                                               | Elnyerte |
| Chicago Film Critics Association | Legjobb Animációs Film                                                                                               | Elnyerte |
| Chicago Film Critics Association | Legjobb Animációs Film                                                                                               | Elnyerte |
| St. Louis Film Critics Association Awards | Legjobb Animációs Film                                                                                               | Elnyerte |
| Dallas–Fort Worth Film Critics Association | Legjobb Animációs Film                                                                                               | Elnyerte |
| 47. Annie-díj | Legjobb Animációs Film                                                                                               | Jelölve  |
| 47. Annie-díj | Legjobb Animáció (Alexis Angelidis, Amit Ganapati Baadkar, Greg Gladstone, Kylie Wijsmuller és Matthew Kiyoshi Wong) | Jelölve  |
| 47. Annie-díj | Legjobb Forgatókönyv (Andrew Stanton és Stephany Folsom)                                                             | Jelölve  |
| 47. Annie-díj | Legjobb Filmzene (Randy Newman)                                                                                      | Jelölve  |
| 47. Annie-díj | Legjobb Hang Animációs Filmben (Tony Hale)                                                                           | Jelölve  |
| Black Reel-díj | Legjobb Hang Animációs Filmben (Keegan-Michael Key és Jordan Peele)                                                  | Jelölve  |

## A franchise jövője

### Folytatás
2019 májusában, a The Ellen DeGeneres Show vendégeként, Tom Hanks azt mondta, hogy több mint valószínűleg ez volt az utolsó Toy Story film. Azt mondta, amikor befejezték az utolsó szövegük felvételét, érezte, hogy ezzel végső búcsút vesznek a karaktereiktől. Azonban a film los angeles-i bemutatóján Josh Cooley rendező  azt nyilatkozta, ő nem zárja ki a lehetőségét egy ötödik filmnek. „Minden filmet, amit készítünk, úgy kezeljük, mint az első és egyben utolsó filmet. Így nem helyezünk magunkra nyomást azzal, hogy ennek muszáj folytatást készítenünk. Ha van egy jó ötletünk, akkor elkezdünk rajta gondolkodni, aztán majd meglátjuk, hová vezet minket. Lesz-e a Toy Storynak újabb része? Még nem tudom. Ha lesz is, az már a jövőben dől el”. A film megjelenése után nem sokkal Annie Potts azt mondta, hogy bár a film befejezése valóban egy végső lezárásnak tűnik, mégis a levegőben hagy olyan szálakat, amelyek alapján szívesen megnézne még egy filmet ezekkel a szereplőkkel.
2023 februárjában a Disney vezérigazgatója, Bob Iger bejelentette, hogy hivatalosan is készülőben van az ötödik rész. Tim Allen később személyesen megerősítette a közreműködését a folytatásban.

### Spin-off film
A Toy Story-filmek alapján a Pixar készített egy spin-off filmet, Lightyear címmel, ami 2022. június 17-én jelent meg a mozikban, Angus MacLane rendezésében. A film egy eredettörténet Buzz Lightyear karakterének, és a Toy Story univerzumán belül bemutatja azt a történetet, amely a filmekben szereplő játékfigurát is ihlette.

### Rövidfilm
Lámpaélet címmel készült egy néhány perces rövidfilm is, amely bemutatja, mi történt Bo Peep-el a Toy Story 2. és a Toy Story 4. eseményei között. A rövidfilm 2020. január 30-án jelent meg a Disney+ kínálatában.

### Sorozat
Egy tízrészes minisorozat Vili villámkérdései címmel 2019. november 12-én debütált a Disney+ oldalán, amely a negyedik rész történetét folytatja. A sorozatban Bonnie játékai próbálják megtanítani Vilit arra, hogyan kell játéknak lenni, miközben Vili minden részben megismer valami új dolgot az őt körülvevő világból. A sorozat oktató jellegű is, így főleg a kisebb korosztályt célozza meg.